# オイギンス (小惑星)
オイギンス (2351 O'Higgins) は小惑星帯に位置する小惑星。インディアナ小惑星計画によりゲーテ・リンク天文台で発見された。
南アメリカ各国をスペインから独立させるために活躍したチリの軍人で政治家のベルナルド・オイギンスから命名された。